# Ядерна зброя КНР

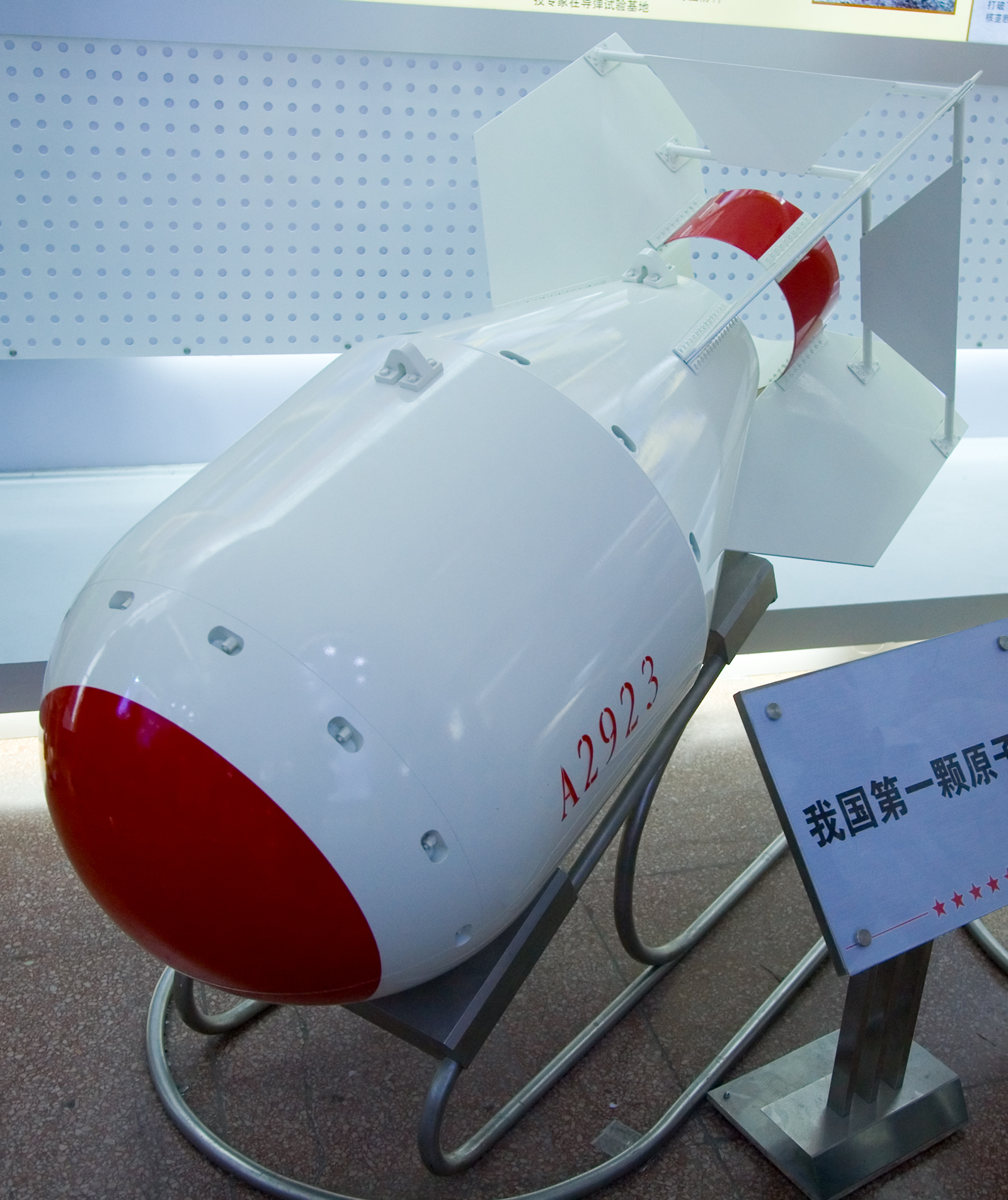
Макет першої ядерної бомби Китаю

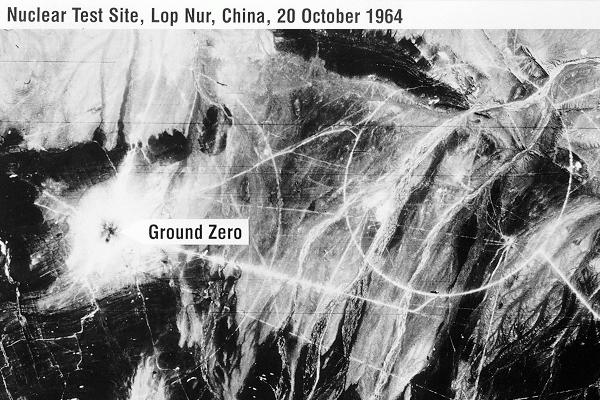
Супутникова фотографія випробовувального полігону 4 дні після першого ядерного вибуху у КНР

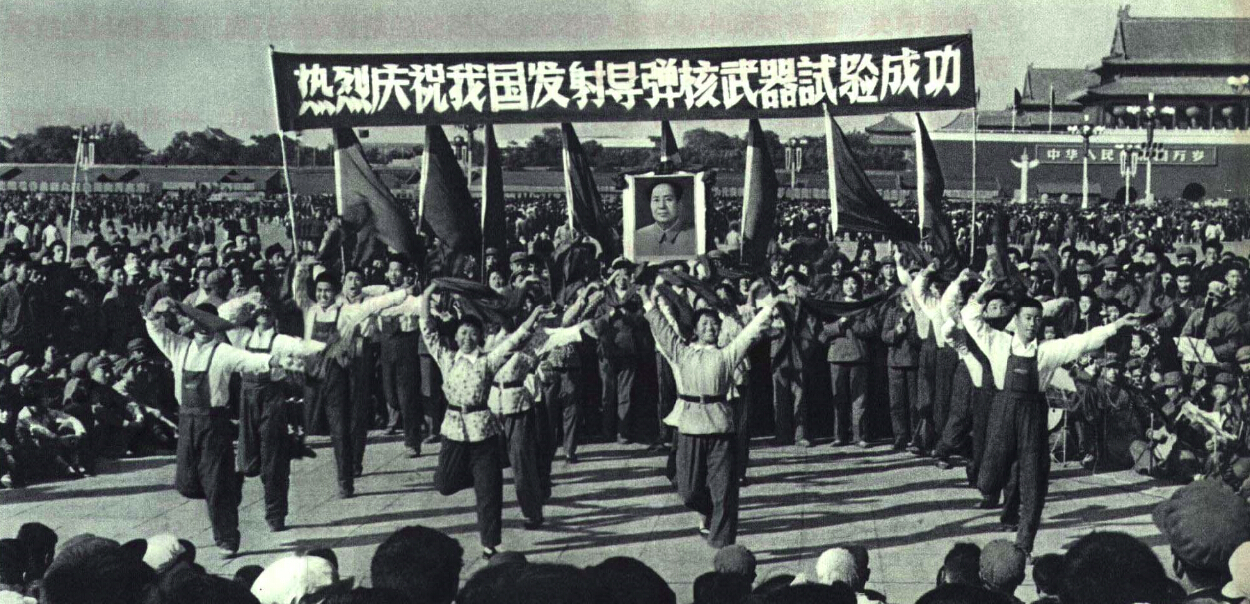
Святкування на площі Тяньаньмень з нагоди випробувань балістичних ракет з ядерними боєголовками, 1966

16 жовтня 1964 Китай провів перше випробування ядерної зброї. Вибух атомної бомби був здійснений на полігоні біля озера Лобнор, на північному заході країни, в СУАР. Потужність вибуху становила 22 Кт.
Того ж дня уряд Китаю заявив, що Китай ніколи не стане першим використовувати ядерну зброю.

## Створення і випробовування
Безпосереднім імпульсом для розгортання робіт зі створення атомної бомби в Китаї стала присутність заступника голови КНР Чжу Де, міністра оборони Пен Дехуя і деяких інших високопоставлених китайських воєначальників на радянському загальновійськовому навчанні із застосуванням атомної бомби на Тоцькому полігоні 14 вересня 1954. У тому ж році Мао Цзедун звернувся до Хрущова з проханням розкрити секрет атомної бомби і допомогти налагодити виробництво нової зброї. Хрущов це прохання відхилив, заявивши, що у разі військової загрози Радянський Союз прикриє Китай своєю ядерною парасолькою.
У січні 1955 року в КНР схвалили програму розвитку ядерної зброї, тоді ж заснували відповідне міністерство. У цей час СРСР надавав велику допомогу КНР у дослідженнях з атомної енергетики та ядерної фізики: між 1955 і 1958 роками укладено шість двосторонніх угод, багато китайських вчених-атомників навчалися в Об'єднаному інституті ядерних досліджень у Дубні. 15 жовтня 1957 СРСР погодився укласти новий Договір з оборонних технологій з наданням Китаю зразків атомної бомби і технічних даних щодо її виготовлення.
Проте погіршення відносин між двома державами спонукало Радянський Союз повідомити Китаю про відмову від забезпечення Пекіна технічними деталями з атомної бомби.
У 1959 році Мао Цзедун ухвалив рішення в найкоротші терміни розгорнути роботу над власною ядерною зброєю. До роботи над проектом зі створення ядерної зброї були залучені близько 900 наукових і промислових організацій, об'єднаних під керівництвом Другого міністерства машинобудування. Кістяк ядерно-збройового комплексу Китаю склали підприємства з видобутку (рудники Ченсян, Хеншан Дапу, Шанграо), переробки і збагачення урану (Баотоу, Дзіуцян, Ланьчжоу, Хенян), центр напрацювання плутонію Цзюцюань, Північно-Західний центр розвитку озброєнь Цинхай, що згодом став Дев'ятою академією, Пекінський інститут ядерної зброї, Інститут атомної енергії Академії наук Китаю, випробувальний полігон Лобнор.
Робота зі створення атомної бомби мала тривати 8—10 років, але була завершена достроково — за п'ять років.
16 жовтня 1964 КНР здійснила випробування першої атомної бомби, 17 червня 1967 була випробувана перша воднева бомба; 27 грудня 1968 Китай здійснив вибух атомної бомби потужністю в 3 Мт; 14 жовтня 1970 був здійснений вибух тримегатонної водневої бомби. У 1980 році Китай провів останнє ядерне випробування в атмосфері, всі подальші випробування виконувалися під землею.
До 24 вересня 1996 року, коли КНР підписала Договір про всеосяжну заборону ядерних випробувань, на полігоні провели в цілому 45 випробувань (23 атмосферних і 22 підземних).
На відміну від СРСР і США, в перших тестах Китай використовував як ядерну начинку уран-235, а плутоній став застосовувати з восьмого за ліком випробування.

## База на полігоні Лобнор
У 2007 році уряд КНР відкрило для туристів базу на полігоні Лобнор, де проводилися перші випробування ядерної зброї. База була побудована в 1958 році, її площа становить 1100 км². База була закрита центральною владою в 1987 році і передана місцевому уряду в 1993 році.
Штабні приміщення складається з восьми кімнат, розташованих на глибині 9,3 м від земної поверхні і захищених посиленим бетоном. Туристи можуть відвідувати всі ці кімнати дослідницьку лабораторію, командний центр, електрогенераторні і комунікаційне приміщення.
На базі також відкрився музей, в якому виставлено старі телеграфні і телефонні апарати, інше устаткування, одяг і предмети побуту, що належали раніше співробітникам бази.

## Ядерний потенціал Китаю
Станом на 2009 рік, Китай є володарем ядерних засобів глобального масштабу наземного і морського базування, серед яких МБР наземного базування, ракети середньої дальності, бомбардувальники, здатні доставити ядерні заряди на дальність до 2500 кілометрів. Програма розвитку ядерних сил КНР передбачає збільшення чисельності МБР, оснащення їх роздільними боєголовками індивідуального наведення, будівництво підводних ракетоносців, прийняття на озброєння нових літаків носіїв ядерної зброї (в основному середньої дальності).